# Тилландсия луковичная
Тилландсия луковичная, или Тилляндсия луковичная (лат. Tillandsia bulbosa), — вид однодольных растений рода Тилландсия (Tillandsia) семейства Бромелиевые (Bromeliaceae). Вид описан немецким ботаником Уильямом Гукером в 1825 году.

## Этимология
Название происходит от лат. bulbus — «луковица», благодаря расширенному основанию розетки.

## Биологическое описание
Листья 8—18(24) см длиной, с завёрнутыми краями, толстые, голые, ксероморфные, влагалища их сильно расширенные и образуют некоторое подобие крупной «луковицы», внутри которой обычно селятся муравьи. Тилляндсия луковичная — типичный пример мирмекофильного растения.
Соцветие редкая кисть, состоящая из отдельных колосков. Брактеи красные или розовые. Цветки около 3 см длиной (учитывая длину гинецея и тычинок) лепестки тёмно-синие или фиолетовые.

## Распространение и экология
Встречается от Мексики до севера Южной Америки, а также на островах Вест-Индии, во влажных тропических лесах. Эпифит, растёт на древесных растениях и других опорах, включая жилые постройки.